# Kolej parkowa w Bernburgu
Kolej parkowa w Bernburgu (niem. Parkeisenbahn Bernburg, oficjalnie Parkeisenbahn Krumbholz) – linia kolei parkowej, położona w niemieckim landzie Saksonia-Anhalt na obszarze miasta Bernburg (Saale). Przewóz na linii prowadzi przedsiębiorstwo Bernburger Freizeit GmbH.

## Infrastruktura
Kolej parkową zbudowano równolegle do biegu Soławy w parku, który jest położony przy jej północno-zachodnim brzegu. Linia została uruchomiona 1 czerwca 1969 r. Linia o długości 1,9 km jest jednotorowa, rozstaw szyn wynosi 600 mm. Na linii położone są dwa dworce oraz trzy przystanki. W przeciwieństwie do wielu innych kolei parkowych jej trasa nie jest okrężna, ale prowadząca z punktu A do punktu B. Tory odstawcze znajdują się przy dworcu Rosenhag.

## Tabor
- lokomotywka Schöma CHL 40G „Krumbholz-Liese”, rok produkcji 1997. Wyposażona w silnik spalinowy o mocy 52 kW produkcji Deutz AG.
- lokomotywa kopalniana Škoda, rok produkcji 1958. Na przełomie lat 1991/92 otrzymała nowy silnik Mercedes-Benz.
- pięć krytych wagonów pasażerskich; każdy z nich jest czteroosiowy i wyposażony w 20 miejsc siedzących.